# Harpe

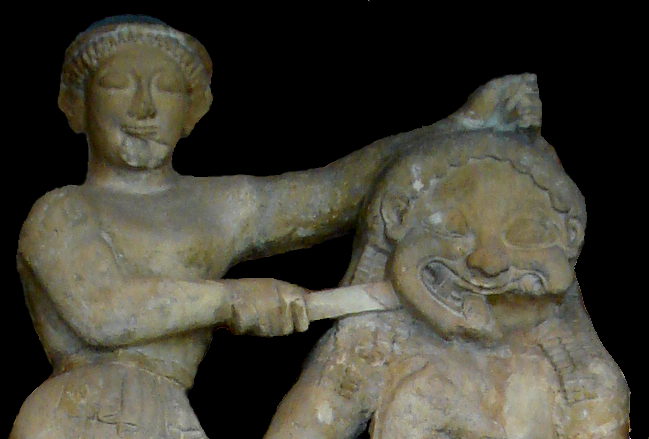
Perseu cortando a cabeça de Medusa, em relevo do séc. VI a.C.

Harpe era um tipo de espada ou foice referida em fontes da Grécia e Roma Antigas, quase sempre no contexto mitológico.
Seu uso mais notório consiste em ter sido a arma usada por Perseu quando decapitou a Medusa, e por Cronos quando castrou seu pai, Urano. Nas artes grega e romana é retrata em variadas formas, especialmente no formato de khopesh, uma espada com a curvatura como da foice. Representações posteriores dão-lhe a forma de espada em forma de foice, descrita no século II na obra de Aquiles Tácio, As Aventuras de Leucipo e Clitofon".
René Menard descreve-a, quando usada por Perseu, como uma "espécie de faca recurva", usada pelo herói junto ao capacete de Hades e uma clâmide que vestia - segundo representado num verso dum espelho etrusco. Nas representações em pedra o herói sempre surge com a harpe e a cabeça da Medusa.

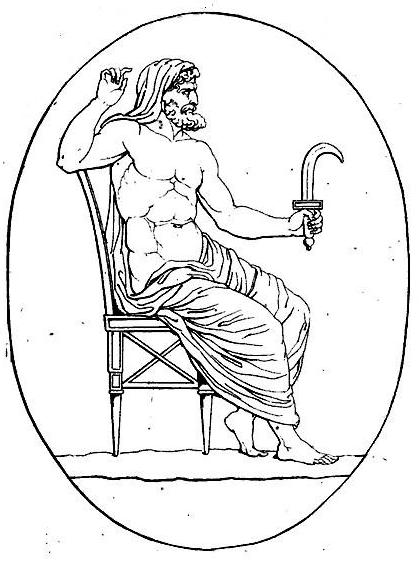
Cronos exibe a harpe com que castrou o pai.
Desenho baseado em antiga pedra.

A harpe foi a arma usada por Cronos (Saturno) para castrar o próprio pai, Urano. A arma lhe teria sido entregue pela própria mãe, Gaia (a Terra). Como teria sido este o deus que ensinou aos homens a agricultura, é mais tarde representado com a foice, e não mais com a harpe.
Foi também com uma harpe que Tifão mutilara Zeus, num dos episódios da Titanomaquia.